# Srbská liga ledního hokeje
Srbská liga ledního hokeje (srbsky Hokejaška liga Srbije; srbskou cyrilicí Хокејашка лига Србије) je nejvyšší profesionální hokejová soutěž v Srbsku, kterou organizuje Srbský svaz ledního hokeje (srbsky Savez hokeja na ledu Srbije; srbskou cyrilicí Савез хокеја на леду Србије).

## Historie
Dnešní Srbská liga vznikla v roce 1991 po rozpadu Jugoslávie. Do té doby hrála srbská družstva Jugoslávskou ligu ledního hokeje a HK Partizan Bělehrad dokázal jako jediný srbský tým tuto soutěž 7× vyhrát (1948–1986). Počet účastníků i systém soutěže se v průběhu let měnil. V současnosti jsou v Srbsku pouze dva profesionální hokejové kluby (KHK Crvena zvezda a HK Vojvodina Novi Sad), a proto hrají oba týmy v přeshraniční soutěži International Hockey League proti týmům ze Slovinska a Chorvatska. O titulu mistr Srbska rozhodují vzájemné duely v této soutěži. Od roku 1991 do roku 2003 byla liga známa jako mistrovství Jugoslávie (tzv. 3. Jugoslávie, federace Srbska a Černé Hory), poté 2003–2006 jako mistrovství Srbska a Černé Hory a od roku 2006 jako mistrovství Srbska.

## Vítězové
| Sezóna                          | Mistr                 |
| ------------------------------- | --------------------- |
| Mistrovství Jugoslávie          |                       |
| 1991/92                         | KHK Crvena zvezda     |
| 1992/93                         | KHK Crvena zvezda     |
| 1993/94                         | HK Partizan Bělehrad  |
| 1994/95                         | HK Partizan Bělehrad  |
| 1995/96                         | KHK Crvena zvezda     |
| 1996/97                         | KHK Crvena zvezda     |
| 1997/98                         | HK Vojvodina Novi Sad |
| 1998/99                         | HK Vojvodina Novi Sad |
| 1999/00                         | HK Vojvodina Novi Sad |
| 2000/01                         | HK Vojvodina Novi Sad |
| 2001/02                         | HK Vojvodina Novi Sad |
| 2002/03                         | HK Vojvodina Novi Sad |
| Mistrovství Srbska a Černé Hory |                       |
| 2003/04                         | HK Vojvodina Novi Sad |
| 2004/05                         | KHK Crvena zvezda     |
| 2005/06                         | HK Partizan Bělehrad  |
| Mistrovství Srbska              |                       |
| 2006/07                         | HK Partizan Bělehrad  |
| 2007/08                         | HK Partizan Bělehrad  |
| 2008/09                         | HK Partizan Bělehrad  |
| 2009/10                         | HK Partizan Bělehrad  |
| 2010/11                         | HK Partizan Bělehrad  |
| 2011/12                         | HK Partizan Bělehrad  |
| 2012/13                         | HK Partizan Bělehrad  |
| 2013/14                         | HK Partizan Bělehrad  |
| 2014/15                         | HK Partizan Bělehrad  |
| 2015/16                         | HK Partizan Bělehrad  |
| 2016/17                         | HK Bělehrad           |
| 2017/18                         | KHK Crvena zvezda     |
| 2018/19                         | KHK Crvena zvezda     |
| 2019/20                         | KHK Crvena zvezda     |
| 2020/21                         | KHK Crvena zvezda     |
| 2021/22                         | HK Vojvodina Novi Sad |
| 2022/23                         | KHK Crvena zvezda     |
| 2023/24                         | KHK Crvena zvezda     |

## Počty titulů
| Počet titulů | Klub                  | Rok                                                                          | Jugoslavský mistr                        |
| ------------ | --------------------- | ---------------------------------------------------------------------------- | ---------------------------------------- |
| 13 (+7 Jug.) | HK Partizan Bělehrad  | 1994, 1995, 2006, 2007, 2008, 2009, 2010, 2011, 2012, 2013, 2014, 2015, 2016 | 1948, 1951, 1952, 1953, 1954, 1955, 1986 |
| 11           | KHK Crvena zvezda     | 1992, 1993, 1996, 1997, 2005, 20018, 2019, 2020, 2021, 2023, 2024            |                                          |
| 8            | HK Vojvodina Novi Sad | 1998, 1999, 2000, 2001, 2002, 2003, 2004, 2022                               |                                          |
| 1            | HK Bělehrad           | 2017                                                                         |                                          |